# Клир, Джейкоб
Джейкоб Клир (англ. Jacob Clear; род. 1985) — австралийский гребец-байдарочник, выступает за сборную Австралии с 2008 года. Чемпион летних Олимпийских игр в Лондоне, серебряный и бронзовый призёр чемпионатов мира, победитель многих регат национального и международного значения.

## Биография
Джейкоб Клир родился 18 января 1985 года в Сиднее. Активно заниматься греблей начал с раннего детства, проходил подготовку в каноэ-клубе Gold Coast.
Благодаря череде удачных выступлений удостоился права защищать честь страны на летних Олимпийских играх 2008 года в Пекине — в составе двухместного экипажа, куда также вошёл гребц Клинт Робинсон, стартовал на дистанции 500 метров, однако сумел дойти здесь лишь до стадии полуфиналов, где финишировал седьмым.
Первого серьёзного успеха на взрослом международном уровне добился в 2011 году, когда попал в основной состав австралийской национальной сборной и побывал на чемпионате мира в венгерском Сегеде, откуда привёз награду серебряного достоинства, выигранную в зачёте четырёхместных байдарок на километровой дистанции — в финале его обошёл только экипаж из Германии. Будучи одним из лидеров гребной команды Австралии, благополучно прошёл квалификацию на Олимпийские игры 2012 года в Лондоне — в четвёрках на тысяче метрах совместно с такими гребцами как Дейв Смит, Мюррей Стюарт и Тейт Смит обогнал всех своих соперников и завоевал тем самым золотую олимпийскую медаль.
После лондонской Олимпиады Клир остался в основном составе австралийской национальной сборной и продолжил принимать участие в крупнейших международных регатах. Так, в 2013 году он отправился представлять страну на мировом первенстве в немецком Дуйсбурге, где получил бронзовую медаль в километровой гонке четырёхместных экипажей, в финале уступив только экипажам из России и Чехии.